# Punk Goes Acoustic 2
Punk Goes Acoustic 2 is het zesde verzamelalbum uit de Punk Goes... serie uitgegeven door Fearless Records. Het bevat akoestische versies van voordien onuitgegeven nummers, gebracht door poppunkartiesten. Het album is de opvolger van het album Punk Goes Acoustic uit 2003.

## Nummers
1. "Bruised" - Jack's Mannequin
2. "Don't Be So Hard" - theAUDITION
3. "Baby, Come On" - +44
4. "Sun" - Daphne Loves Derby
5. "Woe" - Say Anything
6. "Apology" - Alesana
7. "Jasey Rae" - All Time Low
8. "Red Light Pledge" - Silverstein
9. "Night Drive" - The All-American Rejects
10. "Three Cheers for Five Years" - Mayday Parade
11. "Staplegunned" - The Spill Canvas
12. "Who I Am Hates Who I've Been" - Relient K
13. "Welcome to 1984" - Anti-Flag
14. "The Only Song" - Sherwood
15. "Echoes" - Set Your Goals

Punk Goes Metal ·
Punk Goes Pop ·
Punk Goes Acoustic ·
Punk Goes 80's ·
Punk Goes 90's ·
Punk Goes Acoustic 2 ·
Punk Goes Crunk ·
Punk Goes Pop Volume Two ·
Punk Goes Classic Rock ·
Punk Goes Pop Volume 03. ·
Punk Goes X ·
Punk Goes Pop Volume 4 ·
Punk Goes Pop Volume 5 ·
Punk Goes Christmas ·
Punk Goes 90s Vol. 2 ·
Punk Goes Pop Vol. 6 ·
Punk Goes Pop Vol. 7